# انریکو گوارنا
انریکو گوارنا (ایتالیایی: Enrico Guarna؛ زادهٔ ۱۱ اوت ۱۹۸۵) یک دروازه‌بان فوتبال اهل ایتالیا است.
از باشگاه‌هایی که در آن بازی کرده‌است می‌توان به باشگاه فوتبال باری، باشگاه فوتبال ویرتوس لانچانو، اسپزیا کالچو، باشگاه فوتبال آسکولی و باشگاه فوتبال آنکونا اشاره کرد.